# Пауль Геніке
Пауль Геніке (нім. Paul Hönicke; 13 вересня 1883, Дессау — 14 березня 1963, Берлін) — німецький офіцер, контрадмірал крігсмаріне.

## Біографія
10 квітня 1901 року вступив в кайзерліхмаріне. Учасник Першої світової війни. Після демобілізації армії залишений в рейхсмаріне. 30 вересня 1931 року вийшов у відставку.
1 січня 1939 року переданий в розпорядження крігсмаріне. З 1 вересня 1939 по 1 травня 1943 року — керівник групи і уповноважений відділу озброєнь ОКМ. 30 червня 1943 року звільнений у відставку.

## Звання
- Морський кадет (10 квітня 1901)
- Фенріх-цур-зее (22 квітня 1902)
- Лейтенант-цур-зее (29 вересня 1904)
- Оберлейтенант-цур-зее (27 квітня 1907)
- Капітан-лейтенант (25 квітня 1912)
- Корветтен-капітан (8 березня 1920)
- Фрегаттен-капітан (1 жовтня 1926)
- Капітан-цур-зее (1 жовтня 1928)
- Контрадмірал запасу (30 вересня 1931)
- Контрадмірал до розпорядження (1 квітня 1941)

## Нагороди
- Рятувальна медаль (14 березня 1905)
- Залізний хрест
  - 2-го класу (4 січня 1915)
  - 1-го класу (1 серпня 1916)
- Хрест Фрідріха (28 лютого 1915) — вручений 4 березня 1915 року.
- Ганзейський Хрест (Гамбург; 12 серпня 1916)
- Військовий Хрест Фрідріха-Августа (Ольденбург)
  - 2-го класу із застібкою «Перед ворогом» (3 вересня 1916)
  - 1-го класу (22 березня 1918)
- Хрест «За вислугу років» (Пруссія) (25 років; 20 жовтня 1920)
- Почесний хрест ветерана війни з мечами